# Guntur (dystrykt)

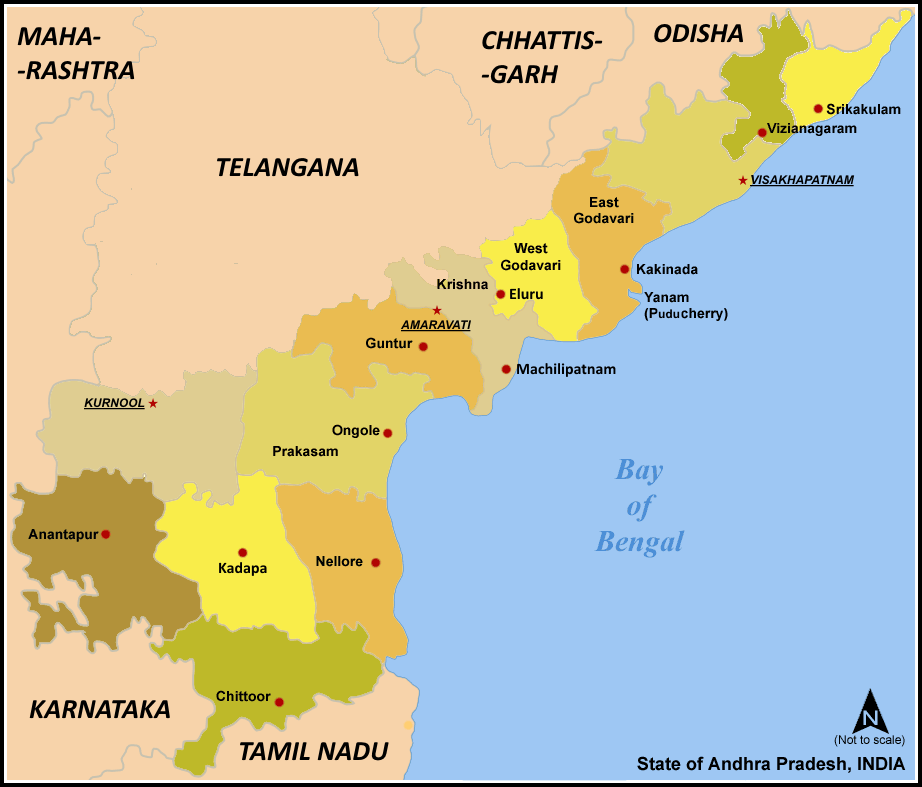
Dystrykty Stanu Andhra Pradesh.

Guntur – jeden z dwudziestu trzech dystryktów indyjskiego stanu Andhra Pradesh, o powierzchni 11 400 km². Populacja tego dystryktu wynosi 4 455 445 osób (2004). Stolicą jest Guntur.

## Położenie
Jeden z dziewięciu dystryktów stanu Andhra Pradesh mających dostęp do Oceanu Indyjskiego. Na zachodzie graniczy z dystryktem Mahabubnagar, od północy z Nalgonda od północnego wschodu z Krishna. Od południa sąsiaduje z Prakasam, a na południowym wschodzie z Zatoką Bengalską.